# پرچور
پرچور، روستایی است از توابع بخش مرکزی شهرستان عباس آباد در استان مازندران ایران.

## جمعیت
این روستا در دهستان لنگارود غربی قرار دارد و براساس سرشماری مرکز آمار ایران در سال ۱۳۹۵، جمعیت آن ۶۶۳ نفر (۲۱۸ خانوار) بوده‌است. مردم پرچور از قومیت طبری هستند مردم پرچور به زبان طبری (مازندرانی) سخن می‌گویند.